# Poko
Pour les articles homonymes, voir Poko (homonymie).
Poko est une localité, chef-lieu de territoire de la province du Bas-Uele en république démocratique du Congo.

## Géographie
Elle est située sur la route nationale RN 25 à 324 km à l'est du chef-lieu provincial Buta.

## Administration
Chef-lieu territorial de 8 035 électeurs recensés en 2018, la localité a le statut de commune rurale de moins de 80 000 électeurs, elle compte 7 conseillers municipaux en 2019.

## Population
Le recensement date de 1984,.
| 1984 | 2004  | 2012   |
| ---- | ----- | ------ |
| -    | 9 592 | 11 253 |